# Sturgeon River, Saskatchewan
Sturgeon River är ett vattendrag i Kanada.   Det ligger i provinsen Saskatchewan, i den centrala delen av landet, 2 300 km väster om huvudstaden Ottawa.
Trakten runt Sturgeon River består till största delen av jordbruksmark. Runt Sturgeon River är det mycket glesbefolkat, med 3 invånare per kvadratkilometer.